# Deutsche Schule Athen

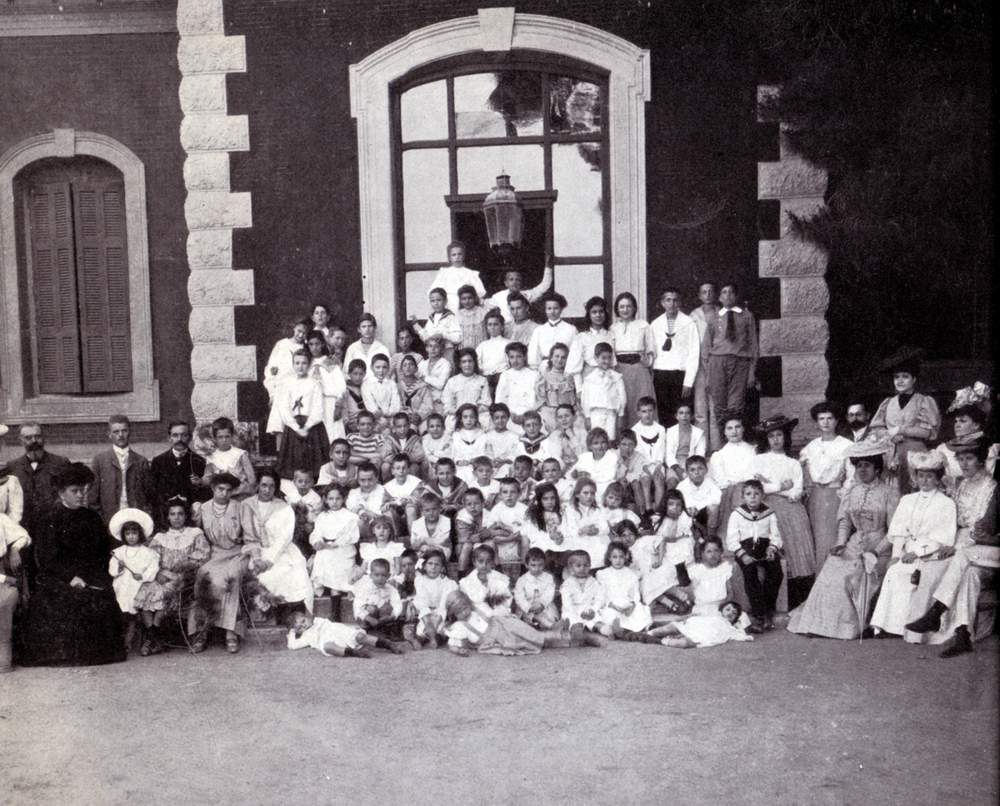
Ausflug der Deutschen Schule um 1905

Die Deutsche Schule Athen (DSA) ist eine Exzellente Deutsche Auslandsschule.
Gegründet wurde die Deutsche Schule Athen 1896 von dem bekannten Archäologen Wilhelm Dörpfeld.
Im Sinne einer Begegnungsschule und mit der Perspektive einer modernen und zeitgemäßen Erziehung werden an der DSA ca. 1123 Schüler von deutschen und griechischen Lehrern unterrichtet.

## Struktur und Organisation
Die in der Vorstadtgemeinde Marousi ansässige Schule befindet sich in privater Trägerschaft, Schulträger ist der Deutsche Schulverein Athen.
Sie besteht aus einer deutschen Abteilung mit vollständiger Primar- und Sekundarstufenausbildung und hatte auch eine griechische Abteilung mit einem Gymnásio und einem Lýkio.
Ab 2015 befand sich die Schule in einer Übergangsphase, bei welcher die Trennung der Abteilungen aufgehoben, und das nun einheitliche Schulcurriculum neu auf die Deutsche Internationale Abiturprüfung (DIA) ausgerichtet wurde – unter Berücksichtigung sehr divergierender Sprachkompetenzen unter den Schülern mit dem Angebot unterschiedlicher Sprachprofile. Der Erwerb des Apolytirion, falls gewünscht, wird aber dennoch weiterhin möglich sein. Die ersten Abiturienten, die eine DIA abgelegt haben, werden die Schule 2020/21 verlassen.
Wie auch an anderen deutschen Auslandsschulen wird ein Teil des Kollegiums für eine befristete Zeit aus Deutschland rekrutiert.

## Griechisch-Deutscher Sport- und Kulturverein
Die DSA ist bemüht, einen Beitrag in Bezug auf das lebenslange Lernen bzw. die Erwachsenenbildung zu leisten. Der Griechisch-Deutsche Sport- und Kulturverein (ehemalige Bezeichnung: Kleine Volkshochschule der DSA), der sich als internationales Zentrum der Begegnung, Weiterbildung und des Sports versteht, bot auf dem Campus der DSA ein vielfältiges und mehrsprachiges Kursprogramm in Sprachen, Informatik, Musik, Tanz, Sport und Kunst an. Dieses Angebot richtete sich sowohl an Schüler und Eltern der DSA, als auch an Ehemalige und schulfremde Interessenten. Der Verein besteht allerdings inzwischen nicht mehr.

## Traditionen und Aktivitäten
Die DSA veranstaltet jährlich ein Sommerfest, ein Oktoberfest sowie einen Weihnachtsbasar.
Darüber hinaus wird jährlich ein sportlicher Wettkampf zwischen der DSA und der Deutschen Evangelischen Oberschule Kairo (DEO) in Kairo, Ägypten, ausgetragen. Hierbei messen sich die Schüler in den Disziplinen Schwimmsport, Leichtathletik und entweder Basketball, Fußball oder Volleyball. Dazu fliegt im jährlichen Wechsel die eine Mannschaft in die Stadt der anderen.

## Auszeichnungen

- 2011 hat die DSA nach erfolgreich durchlaufener Bund-Länder-Inspektion die Auszeichnung Exzellente Deutsche Auslandsschule erhalten. Das vom damaligen Bundespräsidenten Christian Wulff unterzeichnete Gütesiegel wurde der DSA im Rahmen der Veranstaltung „Model United Nations“ (MUN) vom Botschafter der Bundesrepublik Deutschland in Athen, Dr. Roland Wegener, überreicht.[1] 2018 wurde sie wiederum zur Exzellenten Deutschen Auslandsschule gekürt.[4]

## Bekannte Alumni
Sortiert nach Geburtsjahr:
- Kostas Axelos (1924–2010), Philosoph
- Johannes Papalekas (1924–1996), Soziologe
- Anastasios Giannitsis, * 1944, Wirtschaftswissenschaftler und Präsident der Hellenic Petroleum
- Nikos Perakis, * 1944, Bühnenbildner, Szenenbildner, Filmregisseur und Drehbuchautor
- Stavros Savidis, * 1944, Bauingenieur
- Panagiotis Pikrammenos, * 1945, Richter und Interimsministerpräsident 2012
- Nikos Themelis (1947–2011), Politiker und Schriftsteller
- Christos Verelis, * 1950, Politiker, ehemaliger Minister für Verkehr und Kommunikation Griechenlands
- Michael Christoforakos, * 1953, Manager, 1996–2007 Vorstandsvorsitzender der Siemens Hellas A.E.
- Dora Bakogianni, * 1954, Politikerin, 1992–1993 Kultusministerin, 2003–2006 Oberbürgermeisterin von Athen, 2006–2009 Außenministerin Griechenlands. 2010 Gründerin und Parteichefin der Dimokratiki Symmachia
- Giannis Valinakis, * 1955, Politiker, ehemaliger stellvertretender Außenminister Griechenlands
- Mariana Efstratiou, * 1962, Sängerin und zweifache Teilnehmerin am Eurovision Song Contest
- Romuald Karmakar, * 1965, Filmregisseur
- Alexis Agrafiotis, * 1970, Dirigent und Komponist
- Georg Stamatelopoulos, * 1970, Ingenieur und Manager
- Kostas Sommer, * 1975, Schauspieler und Moderator
- Natassa Bofiliou, * 1983, Sängerin

## Bekannte ehemalige Lehrkraft
- Ernst Lichtenstein (1900–1971), 1932–1944 Lehrer
- Erna Vohsen (1904–1980), promovierte Physikerin